# Малкіель Яків Львович
Яків Львович Малкіель (22 липня 1914, Київ — 24 квітня 1998, США) — американський етимолог і філолог, фахівець з романських мов, зокрема, латинської та іспанської. Його спеціальністю була розробка латинських слів, коренів, префіксів та суфіксів сучасними романськими мовами, зокрема іспанською. Він був засновником журналу «Романська філологія» (Romance Philology).

## Біографія
Народився в Києві в заможній єврейській родині. Батьки — банкір Лев Малкіель і Клара Мойсеївна Зайцева. По материнській лінії був родичем київських фабрикантів Зайцевих, по батьківській лінії — московських і петербурзьких фабрикантів й підрядників Малкіелів. Онук київського цукропромисловця Мойсея Йоновича Зайцева, племінник швейцарського економіста Мануеля Мойсейовича Зайцева.
Виріс і навчався Яків у Берліні. З раннього дитинства цікавився літературою, вивчав лінгвістику в Гумбольдтовському університеті, відомому як Університет Фрідріха-Вільгельма. У 1940 році його сім'я емігрувала з нацистської Німеччини.
У 1943 році Якову Львовичу запропонували спочатку тимчасову посаду в Університеті Каліфорнії в Берклі, потім постійну на посаді професора. Він викладав до 1983 року на відділеннях іспанської мови, а потім лінгвістики. У 1948 році вступив у шлюб з філологинею з Аргентини, професоркою Марією Росою Ліда.

## Сім'я
- Двоюрідний брат Якова — мангеттенський юрист та політик Леон Ендрю Малкіель (англ. Leon Andrew Malkiel 1866—1932) — балотувався на пост верховного прокурора штату Нью-Йорк в 1904 році і на пост судді апеляційного суду Нью-Йорка (від партії соціалістів) в 1912 і 1920 роках.[6]
- Троюрідні брати (по батьківській лінії) — письменник Юрій Миколайович Тинянов, лінгвіст Віктор Максимович Жирмунський, журналіст Яків Нойович Блох і музичний педагог, віолончеліст, професор Токійської консерваторії[en] Костянтин Ісаакович Шапіро (1896—1992); по материнській лінії — перекладач Рауль Сигизмундович Рабінерсон (1892—1944).[7][8] Троюрідні сестри (по батьківській лінії) — поетеса Раїса Ноївна Блох; Магдалина Ісааківна Лоська (до шлюбу Малкіель-Шапіро, 1905—1968), дружина церковного історика Володимира Миколайовича Лоського (син філософа М. О. Лоського) і мати філолога і богослова Миколи Лоського (нар. 1929); по материнській лінії — поетеса Гізелла Сигізмундівна Лахман. Також по материнській лінії Яків був родичем письменника й хіміка Марка Алданова.[9]

## Основні напрацювання
- 'Development of the Latin Suffixes -antia and -entia' in Romance Languages . Berkeley: University of California Press, 1945.
- The Derivation of Hispanic fealdad (e), fieldad (e), and frialdad (e). Berkeley: University of California Press, 1945.
- Three Hispanic Word Studies. Berkeley: University of California Press, 1947.
- Hispanic algu (i) en and Related Formations. Berkeley, University of California Press, 1948.
- The Hispanic Suffix (i) ego. Berkeley: University of California Press, 1951.
- Studies in the Reconstruction of Hispano-Latin Word Families. Berkeley: University of California Press, 1954.
- Essays on Linguistic Themes. Oxford: Blackwell, 1968.
- Patterns of Derivational Affixation in the Cabraniego Dialect of East -Central Asturian. Berkeley: University of California Press, 1970.
- Etymological Dictionaries: A Tentative Typology. Chicago: University of Chicago Press, 1976.
- Etymology. Cambridge: Cambridge University Press, 1993.